# Sperrwert

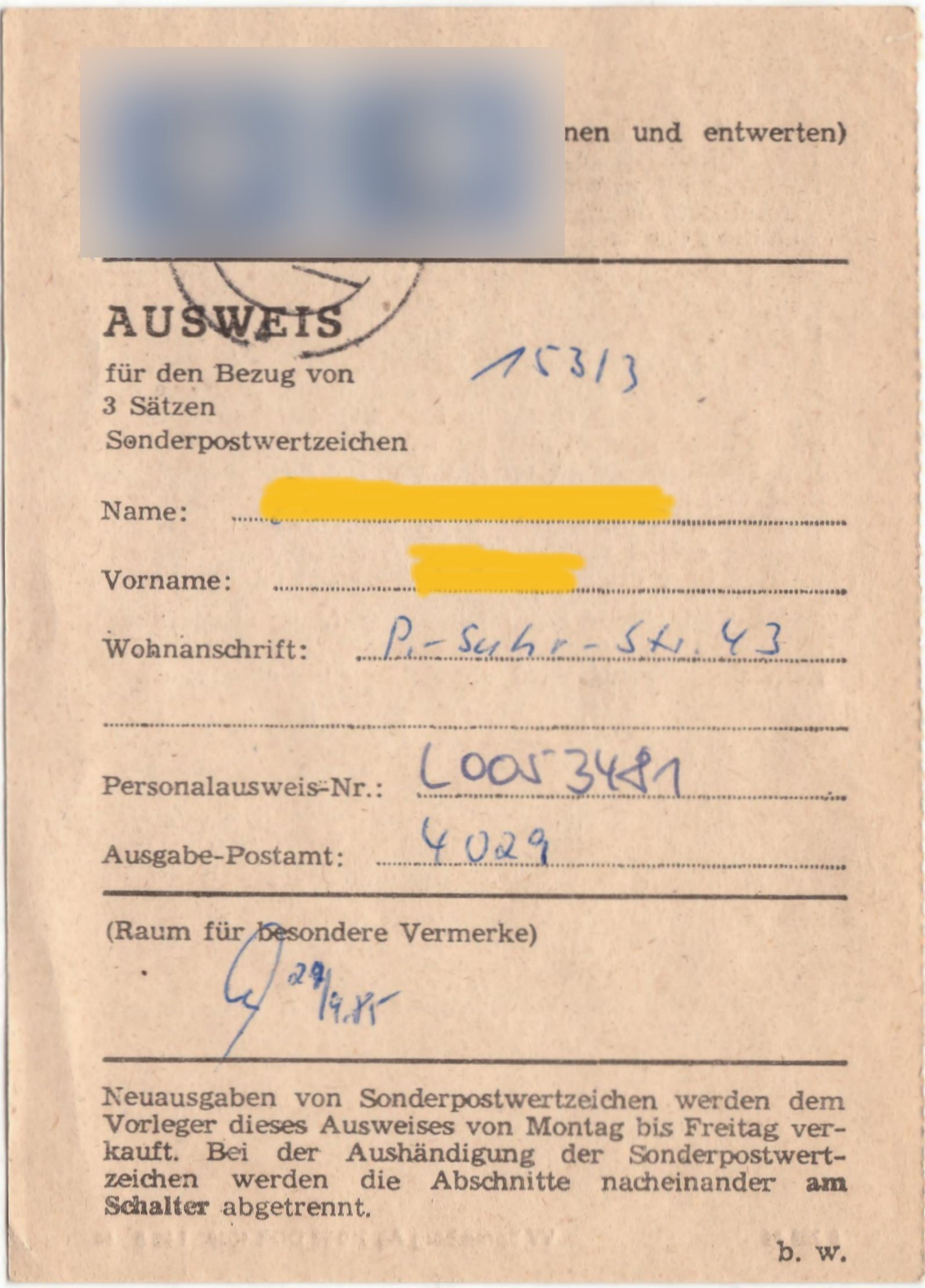
Ausweis zum Bezug von DDR-Sonderbriefmarken (3 Sätze)

Ein Sperrwert war in der Deutschen Demokratischen Republik ab 1955 ein Sonderpostwertzeichen (Sondermarke, Block und Kleinbogen), das allgemein postgültig war, dessen vergleichsweise geringe Auflagenhöhe aber nicht unter dem Gesichtspunkt des postalischen Bedarfs, sondern nach außenhandelspolitischen Erfordernissen festgelegt wurde. Postkunden konnten diese Sonderpostwertzeichen fast ausschließlich unter besonderen Bezugsbedingungen, mit einem so genannten Sammlerausweis, erwerben.
Die Bezeichnung Sperrwert wurde im umgangssprachlichen Gebrauch, auch im postalischen Schalterverkehr verwendet, zumeist nicht jedoch im offiziellen postamtlichen und philatelistischen Sprachgebrauch. Man sprach hier zunächst von Sätzen mit sogenannten „gebundenen Werten“, später von „Werten in geringer Auflage“.

## Werte in geringer Auflage im Rahmen der DDR-Handelspolitik
Die Einführung der Werte in geringer Auflage muss vor folgendem Hintergrund gesehen werden: Die DDR sah sich ihrer Partei- und Staatsdoktrin zufolge als sozialistischer Staat, dessen Wirtschaft und Binnenmarkt nicht auf eine Gewinnmaximierung der beteiligten Wirtschaftsunternehmen ausgerichtet war, sondern letztlich allein der Befriedigung der Bedürfnisse der Bevölkerung dienen sollte. Dies verbot auch jegliches spekulatives Moment des Handels mit Briefmarken von vornherein. Das Briefmarkensammeln selbst wurde staatlicherseits als kulturelle Aktivität der Philatelisten gesehen; die Wertentwicklung der gesammelten Briefmarken sollte dabei keinesfalls im Vordergrund stehen. Weiter war bis zum 13. August 1961 eine offene innerdeutsche Grenze in Berlin und damit mittelbar auch zur alten Bundesrepublik gegeben, wo die kapitalistische Wirtschaftsordnung aber gerade keine Einschränkungen der Spekulation mit der Wertentwicklung von Wirtschaftsgütern und damit auch Briefmarken kannte – das Briefmarkensammeln wurde und wird hier auch als Teil der Vermögensanlage betrachtet. Nun blieb entsprechend der Preispolitik der DDR, die ein System von Preissubventionen (Mieten, Lebensmittel, Dienstleistungen) und Preisüberhöhungen zur Kaufkraftabschöpfung (Pkw, Unterhaltungstechnik) umfasste, auch das Porto für die Dienstleistungen der Deutschen Post der DDR vom Beginn der DDR bis zu ihrem Ende, sieht man einmal von den Portosenkungen Mitte der 1950er Jahre ab, weitestgehend konstant. Somit waren auch die Postpreise für Sonderbriefmarken keinen größeren Veränderungen unterworfen. Das Preissystem der DDR bedingte auch eine Ausgestaltung der DDR-Mark als reine Binnenwährung, so dass sie zur Deutschen Mark nicht frei konvertierbar war. Der durch die unterschiedlichen Wirtschaftsordnungen in beiden deutschen Staaten schrittweise wachsende technologische Abstand der DDR zur alten Bundesrepublik führte bekanntermaßen dazu, dass sich durch von den DDR-Behörden nicht verhinderbare Abflüsse von DDR-Markbeständen im westlichen Ausland ein inoffizielles Umtauschverhältnis zwischen der DDR-Mark und der DM herausbildete, das weit unter dem offiziell von der DDR propagierten Verhältnis 1:1 lag. Dadurch war es für Briefmarkenhändler und auch Sammler aus der Bundesrepublik wirtschaftlich attraktiv, mehr oder weniger unter Inanspruchnahme des inoffiziellen Umtauschverhältnisses die zunächst frei verkäuflichen Sondermarken direkt auf den Postämtern in der DDR zu erwerben oder von Postkunden aus der DDR erwerben und sodann in die Bundesrepublik transferieren zu lassen. Dieser unkontrollierte Sondermarkenabfluss hatte einen starken Preisverfall bei Sonderbriefmarken im Rahmen des offiziellen Handels der DDR mit der Bundesrepublik und anderen kapitalistischen Staaten zur Folge, dem die DDR handelspolitisch letztlich nur dadurch begegnen konnte, dass der freie Verkauf der Sonderpostwertzeichen durch die Deutsche Post beschränkt wird. Dieser Schritt war gekoppelt an ein Ausfuhrverbot postfrischer Briefmarken aus der DDR. Nur unter den Bedingungen einer Limitierung der Auflagenhöhe, eines beschränkten Inlandsverkaufs und eines Ausfuhrverbots für Nichtautorisierte ab 1955 ließ sich durch den DDR-Außenhandel
ein Devisenverkaufserlös für die DDR-Sonderbriefmarken in Höhe des Nominalwertes erzielen, der üblicherweise von den Postverwaltungen bei dem Verkauf von Sondermarken angestrebt wird. Das Ausfuhrverbot, das natürlich auch die Briefmarkensammler in der DDR traf, wurde später dadurch gelockert, dass zumindest die im Kulturbund der DDR organisierte Sammlerschaft in einem bestimmten Wert- und Mengenumfang über staatlich kontrollierte Tauschkontrollstellen postfrische DDR-Briefmarken zum Tausch mit Briefmarkensammlern in die Bundesrepublik und andere kapitalistischen Staaten ausführen durfte. Allerdings konnte eine solche Genehmigungspraxis naturgemäß nicht frei von Elementen obrigkeitsstaatlicher Bevormundung der Sammlerschaft bleiben.

## Einführung und postamtlicher Verkauf

### Einführung der Werte in geringer Auflage 1955
Die regelmäßige Ausgabe von Werten in geringer Auflage begann ab 1955. Zuvor waren zwar auch die Gedenkblocks der DDR bereits in recht niedrigen Auflagen gedruckt, aber weitestgehend frei an den Postschaltern verkauft worden. Ihre hohen Gesamtnominale oder der im Verkaufspreis enthaltene Zuschlag wirkte einem als spekulativ angesehenen Aufkauf größerer Mengen durch die Postkunden entgegen.
Vor allem beim ersten Wert in geringer Auflage, dem am 30. April 1955 verausgabten 5 Pf-Wert des Schiller-Satzes, gab es teilweise Minderbelieferungen von Postämtern. Dadurch erhielten nicht wenige Ausweisinhaber keine oder zu wenige vollständige Sätze. Das führte zu vielen Beschwerden der Postkunden, zumal für den die Belieferung eigentlich sichernden Sammlerausweis ein Postentgelt zu entrichten war und bei Briefmarkenhändlern unmittelbar nach der postamtlichen Ausgabe nicht selten 3 Mark für diese Sondermarke bezahlt werden mussten. Letzterer Umstand sorgte für besonderen Unmut unter der Sammlerschaft. Die mit der Einführung der Werte in geringer Auflage verbundenen Lieferprobleme der Deutschen Post wurden nach gehäuften Leserbriefen im Juli-Heft 13 der DDR-Fachzeitschrift für Philatelie Sammler-Express redaktionell erörtert. Dabei wurde die „drakonische“ Beschränkung der Auflagenhöhe des neu eingeführten Werts in geringer Auflage – damals als „gebundener Wert“ bezeichnet – als „völlig unverständlich“ und „falscher Weg“ eingeschätzt, der „zwangsläufig zu spekulativen Auswüchsen führt“. Als Abhilfe schlug die Redaktion, die die Lösung des Spekulationsproblems durch eine reduzierte Auflage einzelner Satzwerte als unbefriedigend empfand, die grundsätzliche Abkehr der Post vom Ausweisverfahren und die Belieferung der Sammler in der DDR über den Kulturbund als Sammlerorganisation vor. Die weitere Entwicklung ging bekanntlich einen anderen Weg, indem zunächst die mengenmäßige Belieferung der Postämter mit den Werten in geringer Auflage optimiert und ab 1956 ihre Auflagenhöhen entsprechend dem Bedarf von Sammlerschaft und Handel schrittweise erhöht wurden.

### Wertstufen
Üblicherweise ließen Postverwaltungen vor allem Sonderpostwertzeichen der höheren Wertstufen, mit denen in der Regel postalische Zusatzleistungen (Eilsendung, Einschreiben, Wertbrief u. ä.) bezahlt wurden, in deutlich geringeren Auflagen drucken als die häufiger verwendeten, für das normale Postkarten- oder Briefporto bestimmten Nominale.
Die Auflagenhöhe der Werte in geringer Auflage wurden von der Deutschen Post der DDR dagegen primär unter Berücksichtigung der vorgenannten handelspolitischen Erwägungen und damit völlig unabhängig vom jeweiligen postalischen Bedarf für diese Wertstufe festgelegt. Besonders augenscheinlich wird die Diskrepanz zwischen postalischem Bedarf und Auflagenhöhe, wenn Wertstufen mit niedrigen Nominalen zum Sperrwert bestimmt wurden. So hatten die Werte zu 5 Pfennig zum 150. Todestag Friedrich Schillers und zum 10. Jahrestag der Bodenreform eine Auflage von nur 750.000 Stück, obwohl der Bedarf der Postkunden für diese Wertstufe für Drucksachen und Luftpostzuschlag jeweils erheblich höher war. Dasselbe galt für die 15 Pfennig-Werte der Ausgaben „Führer der deutschen Arbeiterbewegung“ und „Von der UdSSR zurückgeführte Gemälde der Dresdner Gemäldegalerie“ (I), deren Nominale eigentlich für die sehr häufig zu frankierenden Wirtschaftsdrucksachen bestimmt waren. Durch einen Wechsel zwischen den zum Sperrwert bestimmten Wertstufen wurde jedoch später erreicht, dass in einem Ausgabejahr für jede Wertstufe auch Sondermarken frei an den Postschaltern erhältlich waren.

### Abholfrist
Die Sperrwerte wurden innerhalb einer zumeist 14-tägigen Abholfrist ab dem Ausgabetag nur für den regelmäßigen Bezug (Dauerbezieher) und nur in begrenzten Stückzahlen an Postkunden gegen Vorlage eines sog. Sammlerausweises abgegeben. Zunächst konnten damit fünf Sätze bezogen werden, später nur drei. Der Sammlerausweis wurde auf schriftlichen Antrag von der DDR-Post gegen eine Jahresgebühr von 1 oder 2 Mark, die in Briefmarken auf dem Ausweis verrechnet war, ausgestellt. Zusätzlich zu diesem Kontingent konnte noch ein Zusatzbezug von Ausgaben über die in Berlin ansässige Zentrale Versandstelle der Deutschen Post beantragt werden; hierzu gab es während der Existenz der Sperrwerte unterschiedliche Regularien.
Postkunden konnten diese Marken im freien Schalterverkauf nur in begrenztem Umfang, zumeist 2 oder 3 Stück, am Morgen des ersten Ausgabetages – hier gab es anfangs sogar 5 Sätze – und nach Ablauf der Abholfrist für Dauerbezieher erwerben.

## Entwicklung der Auflagenhöhe
Bereits im Juni 1956 erhöhte sich die Auflage der Werte in geringer Auflage auf 1.000.000 Marken und dann schrittweise weiter bis zu durchschnittlich 2.100.000 ab 1976. Von 1979 bis 1980 kam es zu einer zwischenzeitlichen Absenkung der Auflagenhöhe um 100.000 Stück, um danach wieder auf den bis zum 30. Juni 1990 geltenden Wert von 2.100.000 anzusteigen.
Blocks und Kleinbogen wurden häufig in Mengen gedruckt, die von der jeweils aktuellen Auflagenhöhe der Werte in geringer Auflage bei den Einzelmarken abwich; zumeist in einer etwas höheren Stückzahl, wohl weil die  Nachfrage nach diesen im Briefmarkenexportgeschäft generell höher war. Ihre Auflagenzahlen verharrten dann jedoch zumeist auf dem Wert von ca. 2.100.000 Stück, nachdem dieser Wert auch von den Einzelmarken erreicht worden war. Die nachfolgende Tabelle zeigt deshalb die zeitliche Abfolge der Auflagenentwicklung nur bei den Einzelmarken. Es wurde jeweils der erste Wert der erhöhten oder reduzierten Auflagenzahl angegeben, die bis zur nächsten Änderung  galt. Dies schließt nicht aus, dass es bei dazwischen liegenden einzelnen Ausgaben zu geringfügig erhöhten oder abgesenkten Auflagenzahlen des Werts in geringer Auflage kam. Dies war aber die Ausnahme.
| Entwicklung der Auflagenhöhe der Werte in geringer Auflage (1955 – 1990) | |                  |                    |           |                      |         |                 |
| Bild                                                                     | Beschreibung | Werte in Pfennig | Ausgabe- datum     | Auflage   | Entwurf              | Mi.-Nr. | Gesamte Ausgabe |
| externe Abbildung bitte Urheberrechte beachten                           | 150. Todestag des Dichters Friedrich von Schiller (erster Wert in geringer Auflage der DDR-Post) | 5                | 30. April 1955     | 750.000   | Kurt Eigler          | 464A    | 464A – 466A     |
|                                                                          | 750 Jahre Dresden - Technische Hochschule mit dem Turm der Sternwarte, (Beyer-Bau) | 40               | 1. Juni 1956       | 1.000.000 | Helmuth Götze        | 526     | 524 – 526       |
|                                                                          | Naturschutzwoche im April 1957 - Silberdistel (Carlina acaulis) | 5                | 12. April 1957     | 1.100.000 | Engelbert Schoner    | 561     | 561 – 563       |
|                                                                          | Hochseefischerei - Arbeiterin an Fischverarbeitungsmaschine | 40               | 10. April 1961     | 1.000.000 | Gerhard Stauf        | 820     | 817 – 820       |
|                                                                          | 6 Jahre Nationale Volksarmee - Panzerfahrer vor einem Panzer | 40               | 1. März 1962       | 1.100.000 | Gerhard Stauf        | 880     | 876 – 880       |
| externe Abbildung bitte Urheberrechte beachten                           | Erhaltung der Nationalen Mahn- und Gedenkstätten: Sportler, KZ-Opfer (II) Diese Marke wurde als Zusammendruck mit einem rechts anliegenden Zierfeld ausgegeben: - Kurt Biedermann (1903–1942), Wildwasserkanute | 40+20            | 24. September 1963 | 1.200.000 | Gerhard Stauf        | 987     | 983 – 987       |
| externe Abbildung bitte Urheberrechte beachten                           | 10 Jahre Tierpark Berlin - Weißschwanz-Gnu (Connochaetes gnou) | 30               | 24. März 1965      | 1.300.000 | Axel Bengs           | 1095    | 1093 – 1095     |
| externe Abbildung bitte Urheberrechte beachten                           | 200 Jahre Bergakademie Freiberg - Erzgewinnung (nach historischen Holzschnitten) | 15               | 11. November 1965  | 1.400.000 | Werner Klemke        | 1143    | 1142 – 1145     |
| externe Abbildung bitte Urheberrechte beachten                           | Volkstrachten (II) - Frau in Tracht der Magdeburger Börde | 25               | 25. Oktober 1966   | 1.500.000 | Ingeborg Friebel     | 1218    | 1214 – 1218     |
| externe Abbildung bitte Urheberrechte beachten                           | 100. Geburtstag von Maxim Gorki - Das Lied vom Sturmvogel (bildliche Darstellung) | 25               | 14. März 1968      | 1.600.000 | Gerhard Preuß        | 1352    | 1351 – 1352     |
| externe Abbildung bitte Urheberrechte beachten                           | Bedeutende Bauwerke (III) - Bürgerhaus, Luckau (erbaut 1699) | 25               | 15. Januar 1969    | 1.700.000 | Dietrich Dorfstecher | 1437    | 1434 – 1439     |
| externe Abbildung bitte Urheberrechte beachten                           | Kakteen (I) - Borstiger Hakenstachelkaktus (Hamatocactus setispinus) | 25               | 2. Dezember 1970   | 1.800.000 | Manfred Gottschall   | 1629    | 1625 – 1630     |
| externe Abbildung bitte Urheberrechte beachten                           | Berühmte Persönlichkeiten (VII) - Friederike Caroline Neuber (1697–1760), Schauspielerin und Theaterleiterin | 50               | 25. Januar 1972    | 1.900.000 | Gerhard Stauf        | 1735    | 1731 – 1735     |
| externe Abbildung bitte Urheberrechte beachten                           | Kakteen (II) - Igelkaktus (Parodia sanguiniflora) | 15               | 12. Februar 1974   | 2.000.000 | Manfred Gottschall   | 1924    | 1922 – 1927     |
| externe Abbildung bitte Urheberrechte beachten                           | Brücken - Brücke am Großen Dreesch, Schwerin | 50               | 21. September 1976 | 2.100.000 | Paul Reißmüller      | 2168    | 2163 – 2168     |
| externe Abbildung bitte Urheberrechte beachten                           | Heimische Singvögel - Bluthänflinge (Acanthis cannabina) | 50               | 9. Januar 1979     | 2.000.000 | Manfred Gottschall   | 2393    | 2388 – 2393     |
| externe Abbildung bitte Urheberrechte beachten                           | Landschaftsparks - Berlin-Treptow (Große Liegewiese) | 25               | 9. Juni 1981       | 2.100.000 | Dietrich Dorfstecher | 2615    | 2611 – 2616     |
| externe Abbildung bitte Urheberrechte beachten                           | Kostbarkeiten in Bibliotheken der DDR (letzter Wert in geringer Auflage der DDR-Post) - Einband aus der Musikbibliothek der Prinzessin Anna Amalia von Preußen, (18. Jahrhundert)                               | 110              | 19. Juni 1990      | 2.100.000 | Ralf-Jürgen Lehmann  | 3343    | 3340 – 3343     |

## Sperrwerte im Postverkehr
Aufgrund ihrer geringen Auflage standen die Sperrwerte, die von den Philatelisten zumeist postfrisch gesammelt wurden, dem allgemeinen Postverkehr kaum zur Verfügung. Tatsächliche Bedarfsverwendungen sind äußerst selten zu finden. Lediglich auf den von der DDR-Post schon frankiert und mit Ersttagssonderstempel an die Briefmarkensammler gelieferten Ersttagsbriefen liegen die Sperrwerte ausreichend in gestempelter Erhaltung vor. Erst in der Spätzeit der DDR, als die Auflagenhöhen deutlich angestiegen waren, wurden Sperrwerte häufiger zu Frankaturzwecken benutzt. Aber auch diese Einzel- oder Mischfrankaturen mit anderen Sondermarken auf postalisch beförderten Belegen („echt gelaufen“) waren regelmäßig philatelistisch initiiert. Gleichwohl sind diese Ganzstücke mit Sperrwerten nicht häufig, bei vielen älteren Ausgaben sogar ausgesprochen selten und deshalb heute überaus gefragt. Sie widerspiegeln eine ganz besondere Facette des Postwesens der DDR und der Teilung der Welt in politische Blöcke.

## Position der FIP
Da die künstliche Verknappung von Marken eine Verletzung der Statuten des Internationalen Dachverbandes der Philatelisten (FIP) mit Sitz in der Schweiz darstellte, galten bei FIP-patronierten internationalen Briefmarkenausstellungen die Sperrwerte als unerwünschte Ausgaben und auch ansonsten komplette Sätze ohne den Sperrwert als vollständig. Teilweise mussten deshalb auf diesen Ausstellungen die ausgestellten Sperrwerte umgedreht werden, d. h., das Markenbild wurde auf den Kopf gestellt. Nachdem der DDR-Philatelistenverband 1969 in die FIP aufgenommen worden war, verlor auch die Schwarze Liste der Sperrwerte der FIP Anfang der 1970er Jahre an Bedeutung.